# Escola Superior de Diplomàtica
L' Escola Superior de Diplomàtica va ser una institució educativa creada a Madrid per Reial decret de 7 d'octubre de 1856 i confirmada per la Llei d'Instrucció Pública de 9 de setembre de 1857 i desapareguda en 1900 quan es tanca i s'absorbeix per la Universitat Central de Madrid. L'Escola Superior de Diplomàtica fou un organisme vinculat a la Universitat Central de Madrid que entre els anys 1856 i 1900 va formar bibliotecaris, arxivers i antiquaris i es va avançar a la Universitat en la formació d'historiadors professionals.

## Història

### Origen
Quan es produeixen les primeres desamortitzacions, es formen els primers arxius nacionals amb la documentació confiscada, n'és pionera la França revolucionària amb la creació dels seus Arxius Nacionals (1794) i que després van seguir els restants països continentals. En el cas d'Espanya, es forma el seu Arxiu Històric Nacional d'Espanya en 1866, després de la desamortització de Pascual Madoz en 1855, quan per fi veu la llum l'Arxiu.
Però és després de la desamortització de Mendizábal, i a causa del lamentable estat dels arxius cap a 1840, una vegada finalitzada la Primera Guerra Carlista, durant la regència de Baldomero Espartero, quan es va començar a plantejar la necessitat de crear un sistema de formació als arxivers, en matèries com la Paleografia i la Diplomàtica, per sorgir la necessitat, que ja tenien solucionades altres nacions com França i Portugal. En aquest moment solament existia una única Càtedra a la Societat Econòmica Matritense d'Amics del País.
La idea va trigar a madurar i finalment va néixer en el mateix any que el Príncep d'Astúries, Alfons de Borbó (1857-1885), després Rei d'Espanya: Alfons XII, després del Bienni progressista, que va finalitzar amb el pronunciament militar de Leopoldo O'Donnell, que va encarregar la formació d'un govern a Narváez, gabinet que va presidir entre el 12 d'octubre de 1856 i octubre del 1857.
Entre 1856 i 1868, Narváez, va presidir tres gabinets, des dels quals va exercir una política repressiva de qualsevol manifestació subversiva, alhora que tractava d'introduir mesurades reformistes.
Va ser en aquest període, regnant Isabel II d'Espanya quan es van reobrir les Universitats tancades pel seu pare, Ferran VII, però el panorama educatiu en aquest moment resultava desolador: en 1855 hi havia a Espanya 6.000 pobles sense escola, en 1858 existien només 53 instituts de secundària, amb uns 10.000 alumnes (cinc vegades menys que a França, amb la meitat de població), i hi havia només 6.104 alumnes a les deu universitats espanyoles, més de la meitat (3472) estudiava Dret.
Els equipaments culturals eren molt pobres: en 1859 hi havia a Espanya 56 biblioteques públiques, l'únic punt d'accés al llibre de la majoria dels seus habitants. La de Bilbao disposava només de 854 volums impresos. La de Santander, de 610, la de Segòvia, de 194, la de Huelva, de 60.
Malgrat els diferents intents de millora de la instrucció pública a Espanya, com el Pla Pidal en 1845, va caldre esperar a la decisiva reforma educativa coneguda com a Llei Moyano de 1857, que va incorporar bona part del Projecte de Llei d'Instrucció Pública del 9 de desembre de 1855, elaborat durant el Bienni Progressista pel Ministre de Foment Manuel Alonso Martínez, fonament de l'ordenament legislatiu en el sistema educatiu espanyol durant més de cent anys. Sent ministre de Foment en aquest moment José Manuel Collado y Parada.

### Reforma educativa isabelina
La política centralista dels liberals va convertir Madrid a la capital de la ciència i de la cultura; allí es van crear facultats, escoles d'enginyeria, escoles especials, biblioteques, museus, arxius i acadèmies. Això, unit al fet que el títol de doctor podia adquirir-se únicament a la Universitat Central, congregava a Madrid a estudiants procedents de totes les universitats espanyoles.
Durant més d'un segle, la Universitat Central es va convertir al centre de la vida científica, acadèmica i cultural d'Espanya, la institució on es formava l'elit política i intel·lectual del país.
Amb la reforma liberal va quedar el sistema educatiu estructurat bàsicament de la següent manera:
- Primer Ensenyament impartit a les escoles i de caràcter gratuït.
- Segon Ensenyament, impartit en instituts, atorgaven el dret a examinar-se per obtenir el grau de Batxiller en Arts (imprescindible per principiar els ensenyaments facultatius i recomanable per optar als ensenyaments superiors).
- Ensenyaments facultatius (inicialment Filosofia, Dret, Ciències, Medicina, Farmàcia i Teologia), que s'impartien a les Universitats, donaven accés al títol de Batxiller, Llicenciat i de continuar-se, al títol de doctor. Que només s'obtenia a Madrid a la Universitat Central.
- Ensenyaments Superiors, impartides a les Escoles Superiors per a títols d'Enginyeria, Belles arts (Arquitectura, Pintura i escultura, Música...), Diplomàtica i Notariat.
- Ensenyaments Professionals que s'impartien en centres específics per a títols de Mestre de primer ensenyament, Veterinari, Professors mercantils, Nàutica, i de Mestres d'Obres/Aparelladors/Agrimensors.

### L'Escola
Així trobem l'Escola Superior de Diplomàtica, dependent al principi de la Reial Acadèmia de la Història i després de la Universitat Central. El programa de formació durava 3 anys.
L'Escola Superior de Diplomàtica va ser instal·lada provisionalment en 1856 en els salons de la Biblioteca de la Reial Acadèmia de la Història en la Carrer del León. En el curs 1858-59, es va instal·lar en el pis segon de l'edifici dels antics Reials Estudis de San Isidro, al Carrer de Toledo. Les classes es van repartir entre la Biblioteca Nacional d'Espanya, l'Arxiu Històric Nacional d'Espanya i el Museu Arqueològic Nacional d'Espanya, ja que mai van disposar d'instal·lacions suficients a la seva seu.
El primer director de l'Escola va ser Modesto Lafuente y Zamalloa, i el va substituir Antonio Delgado y Hernández, catedràtic d'Epigrafia i Geografia antiga i de l'Edat Mitjana. Posteriorment, Juan de Dios de la Rada y Delgado, també va ser catedràtic i director de l'Escola de Diplomàtica. Cayetano Rosell y López, també va ser director de l'Escola. El càrrec de Secretari de l'Escola va ser José Escudero de la Peña que va ocupar aquest càrrec des del 29 de novembre de 1868.
Entre el professorat hi havia Juan Facundo Riaño, que ensenyava Història de les Belles arts en els temps antics, Edat Mitjana i Renaixement. Manuel de Assas y Ereño va ser catedràtic d'arqueologia a l'Escola de Diplomàtica. També d'aquesta disciplina va ser catedràtic Juan Catalina García y López. En 1900, la seva càtedra i el seu catedràtic passen a pertànyer a la Universitat Central.
Així l'Escola Superior de Diplomàcia, al costat del Cercle d'Arxivers-Bibliotecaris, fundat per José Amador de los Ríos en 1864 i el Cos d'Arxivers, Bibliotecaris i Antiquaris van contribuir notablement en aquests anys a impulsar els estudis filològics, arqueològics i paleogràfics a Espanya. Entre els alumnes que va tenir l'Escola destaca José Ramón Mélida matriculat a l'Escola en el curs 1873-1874 amb 16 anys.
El fons de la Biblioteca de l'Escola Superior de Diplomàtica va passar a principis del segle XX a la Biblioteca de la Universitat Central i en l'actualitat es troba repartit entre la Biblioteca Històrica –fins al segle XVIII- i la Biblioteca de Filologia A de la UCM –obres del segle xix.